# Land Chenla
Land Chenla (ook wel Wen Dan en Po Lou genoemd) is volgens de Chinese geschiedschrijvers een van de twee mandala's die Chenla opvolgde, het andere is de Water Chenla. Het zou hebben gelegen in de middenloop van de Mekong ten noorden van de provincie Champassak in hedendaags Laos. Maar dit wordt door sommige historici betwist die het in het gebied rond Vientiane plaatsen. Er is weinig bekend over de inwoners van dit rijk maar historici gaan ervan uit dat de inwoners een taal spraken die verwant is aan het Mon en gebruiken de naam Khom om de inwoners aan te duiden. 
Volgens de Chinese geschiedschrijving werd het eerste tribuut gegeven in 715. Ongeveer vijf jaar later zou een troepenmacht zijn gezonden door Land Chenla om een Vietnamese opstandeling te helpen in zijn opstand tegen China. Hierna werden de goede relaties weer hersteld en werden er drie meer tributen gezonden aan de hoofdstad van de Tang-dynastie, Chang An in 753, 771 en 798. 
Hierna verdween Land Chenla uit de geschiedschrijving. Bekend is dat in het midden van de 9e eeuw de staat Nan Chao een aanval heeft ondernomen tegen het Khmer-rijk via het centrale deel van de Mekong-vallei.